# Азария Саснеци
Азария Саснеци (арм. Ազարիա Սասնեցի, ?—1628), по прозвищу Хлу (арм. Հլու, т.е. покорный) — армянский поэт, астроном и хронограф XVI—XVII веков.

## Жизнь и деятельность
Родился в области Сасун, во второй половине XVI века. Во время движения Джелали потерял большинство родственников и был сам взят в плен, но каким-то образом смог освободиться. После освобождения долгое время бродил по Малой Азии и Константинополю. В Константинополе начинает интересоваться армянскими судебными канонами. Узнав, что Константинопольский патриарх Григор Кесараци владеет рукпоисью судебника Ованеса Одзнеци, стал его учеником. Впоследствии Азария сделал свою собственную редакцию церковных канонов Одзнеци и был посвящён в вардапеты Григором Кесараци.  Поддерживал тесные связи с Симеоном Лехаци во время пребывания последнего в Константинополе в 1609 году. Владел итальянским языком, вероятно некоторое время жил в Италии. Сохранился его перевод «Комментариев к „Географии“ Птолемея» с итальянского на армянский. Умер в 1628 году, на борту корабля, пытаясь добраться из Антиохии в Египет. Согласно сообщению Григора Даранагеци, тело его было передано морю, однако оно приплыло к берегам Триполи и местные марониты похоронили его в земле.
Более известен как автор астрономических и календарных трудов «О высоте неба и семи широтах» (арм. «Յաղագս գիտութեան Երկնից բարձրութեան և եւթն պարունակացն») и «О вращении Солнца» (арм. «Յաղագս գիտութեան Արեգական թաւալմանց»), но не менее значима его историческая поэма «Плач от ударов, нанесённых восточным областям и Армянской стране Джелалиями» (арм. «Ողբ ի վերայ հարուածոց Արևելյան գաւառացն և աշխարհին Հայոց ի ձեռաց Ճելալեանց»). Хотя «Плач» Азарии не имеет той лирической пышности, что другие средневековые армянские плачи, он представляет большую ценность как исторический источник. В нём Азария подробно описывает походы Кара-Языджии и Дели Хасана, взятие Себастии, завоевания шаха Аббаса, переселение армянского населения Восточной Армении и другие события, очевидцем которых он стал. Причинённые Армении беды во время восстаний Джелали Азария объяснял грешным поведением армян и отсутствием армянского государства.
Издания биографических очерков и сочинений
- Нерсес Акинян. Азария Саснеци: астроном, календаровед и поэт (арм.) // Андес Амсореа. — 1936. — Թիվ 50. — Էջ 297—319.
- Азария Саснеци. Небольшая запись, сделанная Азарией, библиофилом (арм.) // Андес Амсореа. — 1936. — Թիվ 50. — Էջ 320—324.
- Азария Саснеци. Плач от ударов, нанесённых восточным областям и Армянской стране Джелалиями (арм.) // Андес Амсореа. — 1936. — Թիվ 50. — Էջ 325—327.